# Marathon de Londres 2008
Navigation
2007 2009
Le Marathon de Londres de 2008 est la 28e édition du Marathon de Londres au Royaume-Uni qui a eu lieu le dimanche 13 avril 2008. C'est le deuxième des World Marathon Majors à avoir lieu en 2008 après le Marathon de Boston. Le Kényan Martin Lel remporte la course masculine avec un temps de 2 h 5 min 15 s. L'Allemande Irina Mikitenko s'impose chez les femmes en 2 h 24 min 14 s.

## Résultats

### Hommes
| Rang | Athlète           | Nationalité    | Temps           |
| ---- | ----------------- | -------------- | --------------- |
|      | Martin Lel        | Kenya          | 2 h 05 min 15 s |
|      | Samuel Wanjiru    | Kenya          | 2 h 05 min 24 s |
|      | Abderrahim Goumri | Maroc          | 2 h 05 min 30 s |
| 4    | Emmanuel Mutai    | Kenya          | 2 h 06 min 13 s |
| 5    | Ryan Hall         | États-Unis     | 2 h 06 min 17 s |
| 6    | Deriba Merga      | Éthiopie       | 2 h 06 min 38 s |
| 7    | Yonas Kifle       | Érythrée       | 2 h 08 min 51 s |
| 8    | Felix Limo        | Kenya          | 2 h 10 min 34 s |
| 9    | Aleksey Sokolov   | Russie         | 2 h 11 min 41 s |
| 10   | Hendrick Ramaala  | Afrique du Sud | 2 h 11 min 44 s |

### Femmes
| Rang | Athlète            | Nationalité | Temps           |
| ---- | ------------------ | ----------- | --------------- |
|      | Irina Mikitenko    | Allemagne   | 2 h 24 min 14 s |
|      | Svetlana Zakharova | Russie      | 2 h 24 min 39 s |
|      | Gete Wami          | Éthiopie    | 2 h 25 min 37 s |
| 4    | Salina Kosgei      | Kenya       | 2 h 26 min 30 s |
| 5    | Lyudmila Petrova   | Russie      | 2 h 26 min 45 s |
| 6    | Souad Aït Salem    | Algérie     | 2 h 27 min 41 s |
| 7    | Berhane Adere      | Éthiopie    | 2 h 27 min 42 s |
| 8    | Constantina Diţă   | Roumanie    | 2 h 27 min 45 s |
| 9    | Liz Yelling        | Royaume-Uni | 2 h 28 min 33 s |
| 10   | Adriana Pirtea     | Roumanie    | 2 h 28 min 52 s |

### Fauteuils roulants (hommes)
| Rang | Athlète | Nationalité | Temps |
| ---- | ------- | ----------- | ----- |
|      |         |             |       |
|      |         |             |       |
|      |         |             |       |

### Fauteuils roulants (femmes)
| Rang | Athlète | Nationalité | Temps |
| ---- | ------- | ----------- | ----- |
|      |         |             |       |
|      |         |             |       |
|      |         |             |       |